# 馬爾科·魯本
馬爾科·魯本（Marco Gastón Ruben Rodríguez）是阿根廷一位退役的足球運動員。在場上司職前鋒。

## 外部連結
- Argentine League statistics （西班牙語）
- 馬爾科·魯本在BDFutbol中的档案
- 馬爾科·魯本在 National-Football-Teams.com 上的出场纪录